# Estación de Bülach
La estación de Bülach es una estación ferroviaria situada en la comuna suiza de Bülach, en el Cantón de Zúrich.

## Situación
Está situada en noroeste del núcleo urbano de Bülach, contando con diez vías pasantes a las que hay que añadir varias toperas y vías de servicio para el apartado de material, y cuatro andenes. Se encuentra dentro de la línea Winterthur - Koblenz.

## Servicios ferroviarios
Los servicios son operados por SBB-CFF-FFS, permitiendo conexiones de cercanías (S-Bahn Zúrich), además de tener también tráficos regionales.

## Regionales
- RE Schaffhausen - Bülach - Zúrich-Oerlikon - Zúrich. Trenes cada hora.

### S-Bahn Zúrich
La estación está incluida dentro de la red de cercanías S-Bahn Zúrich, que ofrece conexiones frecuentes con las principales comunas del Cantón de Zúrich, siendo el inicio o final del trayecto de varias de ellas:
- S 3 (Bülach –) Hardbrücke –  Zúrich HB – Stadelhofen – Effretikon – Wetzikon
- S 9 Schaffhausen – Rafz – Zúrich HB – Stettbach – Uster
- S 36 Bülach – Bad Zurzach – Waldshut
- S 41 Winterthur – Bülach – Bad Zurzach – Waldshut
- S N Singen (Hohentwiel) - Schaffhausen - Bülach - Winterthur
- S N5 Bülach – Zúrich HB – Uster - Rapperswil – Pfäffikon SZ